# Daniel H. Janzen
Daniel H. Janzen (ur. 18 stycznia 1939 w Milwaukee) – amerykański biolog ewolucyjny, entomolog, ekolog, profesor biologii (Thomas G. and Louise E. DiMaura Term Chair) w Uniwersytecie Pensylwanii, założyciel Parku Narodowego Guanacaste (hiszp. Área de Conservación Guanacaste, ACG), wprowadzonego w 1999 roku na listę światowego dziedzictwa UNESCO, członek National Academy of Sciences, laureat m.in. Nagrody Kioto (1997) i Nagrody Crafoorda (1984).

## Życiorys

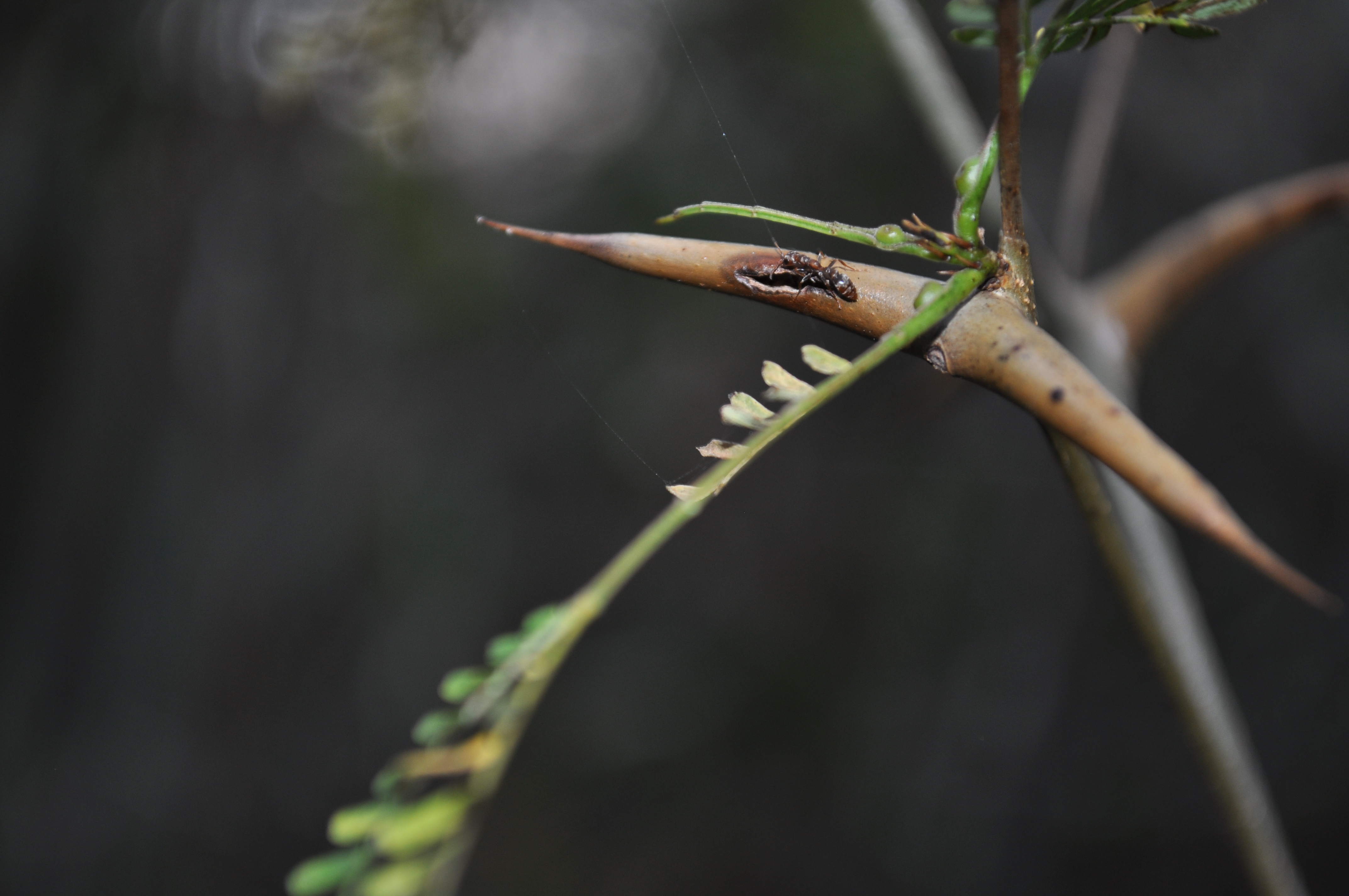
Przykład mutualizmu mrówki–akacja

Urodził się w 1939 roku w Milwaukee (stan Wisconsin). Jego ojciec był pracownikiem administracyjnym służb ochrony dzikiej przyrody. Syn od dzieciństwa interesował się przyrodą tropikalną. W wieku 14 lat odbył pierwszą wyprawę do Meksyku z zamiarem kolekcjonowania motyli.
Studiował na Uniwersytecie Minnesoty, gdzie uzyskał licencjat w 1961 roku. W ramach pracy doktorskiej zajmował się entomologią; tematu badań poszukiwał również w Meksyku, obserwując interakcje międzygatunkowe. Stopień doktora otrzymał w 1965 roku w Uniwersytecie Kalifornijskim w Berkeley, gdzie jego opiekunem naukowym był Howell V. Daly, specjalista w dziedzinie biosystematyki pszczół, procedur taksonomicznych, w tym wykorzystania komputerów w klasyfikacji i analizie danych oraz w zarządzaniu (były student Charlesa D. Michenera). W Uniwersytecie Kalifornijskim pracę naukową zaczynali wówczas również James B. Whitfield, John T. Doyen i wielu innych specjalistów w dziedzinie ewolucji, ekologii i zarządzania ochroną środowiska.
Praca doktorska D.H. Janzena dotyczyła mutualizmu między mrówkami i akacjami. Artykuł pt. Coevolution of Mutualism Between Ants and Acacias in Central America, zawierający wyniki badań, opublikowano w 1966 roku w wydawanym przez Society for the Study of Evolution czasopiśmie Evolution.
W kolejnych latach Janzen pracował na stanowiskach:
- 1969 – associate professor (odpowiednik prof. nadzw.) w Uniwersytecie Chicagowskim
- 1972 – profesor w Uniwersytecie Michigan
- 1972 – konsultant naukowy w National Park Service Costa Rica
- 1978 – profesor w Uniwersytecie Pensylwanii
- 1991 – założyciel Instituto Nacional de Biodiversidad (Costa Rica)[10]

Był opiekunem naukowym przyszłych znanych biologów (m.in. Richard Karban, John F. Fox, Carol Augspurger, Jon J. Sullivan, Colleen B. Hitchcock, Doyle Benton McKey, George C. Stevens). Swoje interdyscyplinarne badania ekosystemów tropikalnych prowadzi we współpracy z licznymi zespołami biologów. Wieloletnim współpracownikiem jest m.in. Winnie Hallwach – żona i współtwórczyni Area de Conservación Gaunacaste w Kostaryce, wprowadzonego w 1999 roku na listę światowego dziedzictwa UNESCO. Badając bioróżnorodność owadów tropikalnych konsekwentnie zmierza do wyjaśnienia molekularnych podstaw ewolucji i struktury ekosystemów. Jest przewodniczącym Guanacaste Dry Forest Conservation Fund oraz aktywnym działaczem Consortium for the Barcode of Life (CBOL) i International Barcode of Life (iBOL; m.in. program BIOSCAN 2019–2025, który umożliwi np. prognozowanie zmian bioróżnorodności w odpowiedzi na czynniki antropogeniczne).

## Obszar badań

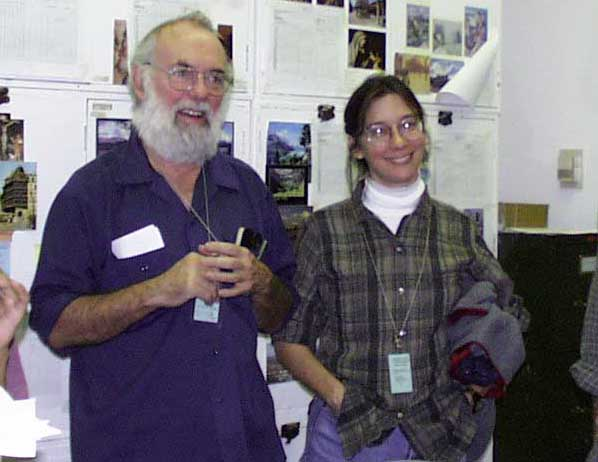
Dan Jazen i Winnie Hallwachs w Amerykańskim Muzeum Historii Naturalnej (1998)

W początkowym okresie pracy Janzen kontynuował badania interakcji między tropikalnymi zwierzętami i roślinami, rozpoczęte w czasie pracy doktorskiej. Wynikami zainteresowali się przedstawiciele ekologii chemicznej (ang. Chemical Ecology), m.in. Arthur Bell i Paul Feeny. Wspólnie z nimi Daniel H. Janzen wyjaśnił znaczenie lewodopy (bezpośredni prekursor dopaminy) w naturalnej ochronie środkowoamerykańskiego pnącza Mucuna przed owadami zjadającymi nasiona i gryzoniami.
Na początku lat 80. XX w. głównym obiektem badań Janzena stały się tropikalne gąsienice. Zajmuje się ich historią naturalną, inwentaryzacją, badaniami ich pasożytów i bioróżnorodności mikrobiologicznej (z wykorzystaniem technik kodowania DNA; zob. barkod DNA).
Liczne publikacje dotyczyły konieczności utrzymania tropikalnej różnorodności biologicznej poprzez racjonalną ochronę naturalnych ekosystemów. Wraz z Winnie Hallwachs zbudował podstawy dla utworzenia Parku Narodowego Guanacaste w północno-zachodniej Kostaryce (zob. geografia Kostaryki) i całego systemu parków narodowych Kostaryki (Área de conservación Guanacaste, ACG). W 1999 roku obszar został wpisany na Listę światowego dziedzictwa UNESCO). Zabiega o fundusze na utrzymanie ACG oraz o upowszechnienie wiedzy społeczeństwa o znaczeniu dzikich terenów tropikalnych dla zrównoważonego rozwoju i indywidualnej jakości życia w tropikach i w skali globalnej.
Janzen zaleca stosowanie technik ochrony środowiska w możliwie największym stopniu wykorzystujących procesy zachodzące w naturalnych cyklach biogeochemicznych (uważa, że ludzkie społeczności są częścią ekosystemów). Przykładem takiego działania był kontrowersyjny eksperyment zespołu Princeton University (T. Treuer, D. Janzen, W. Hallwachs i in.), przeprowadzony w 1998 roku w porozumieniu z producentem soków pomarańczowych Del Oro, działającym w bezpośrednim sąsiedztwie Parku Narodowego Guancaste. Firma uzyskała zgodę na swobodne nieodpłatne składowanie odpadowej skórki pomarańczowej z produkcji na przekazanej parkowi części swojego terenu (praktycznie martwego). W wyniku umowy tysiąc ciężarówek zrzuciło tam ok. 12 tys. ton odpadów, które wkrótce przekształciły się w szlam wypełniony larwami much, a po ok. sześciu miesiącach – w czarną gliniastą ziemię. Eksperyment został przerwany po wyroku Sądu Najwyższego Kostaryki, rozpatrujący oskarżenie Del Oro przez TicoFruit (firma konkurencyjna) o „zbezczeszczenie parku narodowego”. Odwiedzając teren eksperymentu po 15 latach stwierdzono, że suchy krajobraz przekształcił się w gęstą dżunglę.

## Publikacje
W bazie Schoolar Google zamieszczono niemal 800 publikacji (autorstwo i współautorstwo), spośród których wyróżnia się ponad 190 prac istotnych dla nauki o ewolucji, o wysokim prawdopodobieństwie cytowań. W artykule Profile of Daniel H. Janzen, opublikowanym w PNAS w 2017 roku, Tinsley H. Davis przytoczył dziewięć spośród nich:
- Janzen D.H. (1966), Coevolution of mutualism between ants and acacias in Central America, Evolution 20:249–275
- Janzen D.H. (1971), Seed predation by animals, Annu Rev Ecol Syst 2:465–492
- Janzen D.H., Hallwachs W. (2016), DNA barcoding the Lepidoptera inventory of a large complex tropical conserved wildland Area de Conservacion Guanacaste, northwestern Costa Rica, Genome 59:641–660
- Rehr S.S., Janzen D.H., Feeny P.P. (1973), L-dopa in legume seeds: A chemical barrier to insect attack, Science 181:81–82
- Janzen D.H. (2000), Costa Rica’s Area de Conservaci ´on Guanacaste: A long march to survival through non-damaging biodevelopment, Biodiversity 1:7–20
- Ge D. i wsp. (2017), Varying and unchanging whiteness on the wings of dusk-active and shade-inhabiting Carystoides escalantei butterflies, Proc Natl Acad Sci USA 114:7379–7384
- Hebert P.D.N., Penton E.H., Burns J.M., Janzen D.H., Hallwachs W. (2004), Ten species in one: DNA barcoding reveals cryptic species in the neotropical skipper butterfly Astraptes fulgerator, Proc Natl Acad Sci USA 101:14812–14817
- Janzen D.H.v i wsp. (2017), Nuclear genomes distinguish cryptic species suggested by their DNA barcodes and ecology, Proc Natl Acad Sci USA 114:8313–8318
- Janzen D.H., Hallwachs W. (2011), Joining inventory by parataxonomists with DNA barcoding of a large complex tropical conserved wildland in northwestern Costa Rica, PLoS One 6:e18123

Wyniki badań bioróżnorodności i oddziaływań międzygatunkowych w środowiskach tropikalnych (od lat 1980. głównie gąsienic tropikalnych) zostały przedstawione w ok. 430 publikacjach, ważnych dla instytucji ochrony środowiska. Książka Costa Rican natural history, wydana po raz pierwszy w 1984 roku, była wznawiana ośmiokrotnie.

## Wyróżnienia
Wyrazem uznania dla osiągnięć D.H. Janzena są m.in.
- 1975 – Gleason Award od Botanical Society of America
- 1984 – Nagroda Crafoorda (ekologia koewolucyjna) od  Królewskiej Szwedzkiej Akademii Nauk
- 1989 – Joseph Leidy Medal od Philadelphia Academy Natural Sciences (Academy of Natural Sciences of Drexel University)
- 1989 – MacArthur Fellowship
- 1992 – członkostwo National Academy of Sciences, USA
- 1993 – honorowe członkostwo National Park Service Kostaryki
- 1993 – Improvement of Costa Rican Quality of Life (wspólne z Winnie Hallwach) od Universidad de Costa Rica
- 1994 – Silver Medal Award od International Society of Chemical Ecology
- 1995 – Conservation Biology Award od Society for Conservation Biology
- 1996 – Thomas E. and Louise G. DiMaura Endowed Term Chair w dziedzinie biologii ochrony
- 1996 – Doktorat Honorowy Uniwersytetu Minnnesoty
- 1997 – Kyoto Prize (nauki podstawowe)
- 2005 – 25 people who made a difference, Smithsonian Institution
- 2011 – Nagroda INBio za zasługi w ochronie różnorodności biologicznej Kostaryki
- 2011 – BBVA Frontiers of Knowledge (Ecology and Conservation Biology)
- 2014 – Blue Planet Prize (prof. Janzen i INBio)[24]